# Bartiébougou-Peulh
Ne doit pas être confondu avec Bartiébougou.
Bartiébougou-Peulh, également orthographié Barthiébougou-Peulh, est une localité située dans le département de Bartiébougou de la province de la Komondjari dans la région Est au Burkina Faso.

## Santé et éducation
Le centre de soins le plus proche de Bartiébougou-Peulh est le centre de santé et de promotion sociale (CSPS) de Bartiébougou tandis que le centre médical avec antenne chirurgicale (CMA) se trouve à Gayéri.
Le village possède une école primaire publique.